# Глобстер

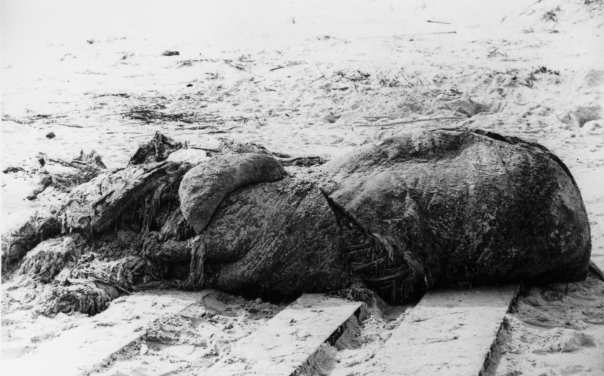
Фотография «Монстра из Санкт-Августина»

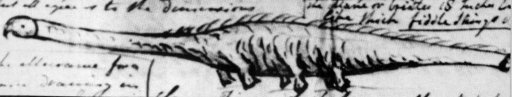
Рисунок тела «Стронсейского монстра»

Глобстер (англ. Globster), блоб (англ. Blob) — неопознанная органическая масса, вымываемая на берега океанов или других водоёмов. Каждый раз глобстеров находят недалеко от моря (чаще всего после бури, поэтому, очевидно, их выбрасывает волнами на берег) наполовину погруженными в грунт. По мнению криптозоологов, глобстеры могут представлять собой новые, неизвестные науке виды животных («криптиды»). Являются одним из основных объектов изучения криптозоологии. Однако практически все исследованные учёными глобстеры оказывались полусгнившими трупами известных животных.
Первым глобстером, который привлёк внимание науки, считается так называемый «Стронсейский монстр». Наиболее известным является «Монстр из Санкт-Августина», выброшенный на берег в 1896 году, поскольку сохранилось множество его фотографий. Сам термин «глобстер» был введён британо-американским криптозоологом Айвеном Сандерсоном в 1960 году для описания «тасманского глобстера», который был, как он его описывал, «без видимых глаз, определённой головы и без всякой видимой костной структуры». Глобстер отличается от обычной туши, выброшенной на берег, тем, что его невозможно идентифицировать — по крайней мере для неподготовленного наблюдателя — как какое-то известное животное, а также спорами по поводу его происхождения.
В том виде, в каком они предстают перед ними, глобстеры практически не похожи ни на одно из животных, чьё существование подтверждено (хотя некоторые детали строения сближают их с головоногими моллюсками и голотуриями). У некоторых глобстеров, по сообщениям, вообще не было костей или других узнаваемых структур скелета, и их описывали просто как кучи мяса (иногда покрытые чем-то наподобие шерсти), в то время как другие якобы имели кости, щупальца или другие многочисленные листообразные конечности по краям тела, ласты, глаза и другие органы, которые могли сузить круг возможных видов, к которым можно было бы отнести находку. В прошлом глобстеров часто именовали морскими чудовищами, и считается, что многие мифы и легенды о морских монстрах возникли под влиянием находок глобстеров.
Случаи находок глобстеров породили целый ряд спекуляций на их тему. Например, то, что глобстеров всегда обнаруживают частично погруженными в грунт, по мнению некоторых криптозоологов означает, что эти животные обитают не в воде, а под землёй. Также есть гипотеза, что эти существа прилетели на Землю из космоса. Тем не менее, даже среди криптозоологов обычно признаётся тот факт, что глобстеры — морские жители, которых против воли выбросило на сушу течением.
Однако подлинно научные исследования глобстеров тоже проводятся, и в большинстве случаев удаётся определить их истинную природу. Многие глобстеры изначально считались гигантскими осьминогами, существование которых наукой не доказано, однако большинство глобстеров в конечном счёте оказалось полусгнившими трупами китов или крупных акул. Одним из характерных примеров является так называемый «чилийский блоб», найденный в 2003 году: после изучения было доказано, что он представляет собой жир, высвободившийся при гниении и разложении трупа кита. Многие глобстеры, которых считали трупами плезиозавров, на деле оказались разлагающимися трупами гигантских акул, принявшими из-за штормовой погоды и особенностей разложения тела странную форму. Многие глобстеры, изначально идентифицированные как останки гигантских осьминогов, на деле оказались трупами гигантских и колоссальных кальмаров — видов, существование которых безусловно реально и доказано.
Некоторые глобстеры изучались учёными после того, как подверглись уже очень значительной степени разложения, чтобы их можно было идентифицировать как новый вид, или же уничтожались нашедшими их до того, как попадали к учёным, как это случилось с известным глобстером «кадборозавром Виллси», найденным в 1937 году. Одним из наиболее хорошо изученных учёными глобстеров является так называемый «ньюфаундлендский блоб», изучением ДНК которого занимались канадские учёные, в результате чего было выявлено, что его ткани принадлежали кашалоту. Анализ имеющихся фотографий глобстеров показывает большое сходство многих из них с ньюфаундлендским, вследствие чего многие учёные предполагают, что происхождение остальных глобстеров аналогично данному. Серьёзный анализ найденных глобстеров проводился и в некоторых других случаях, и результаты исследований были аналогичными.